# El Vendrell

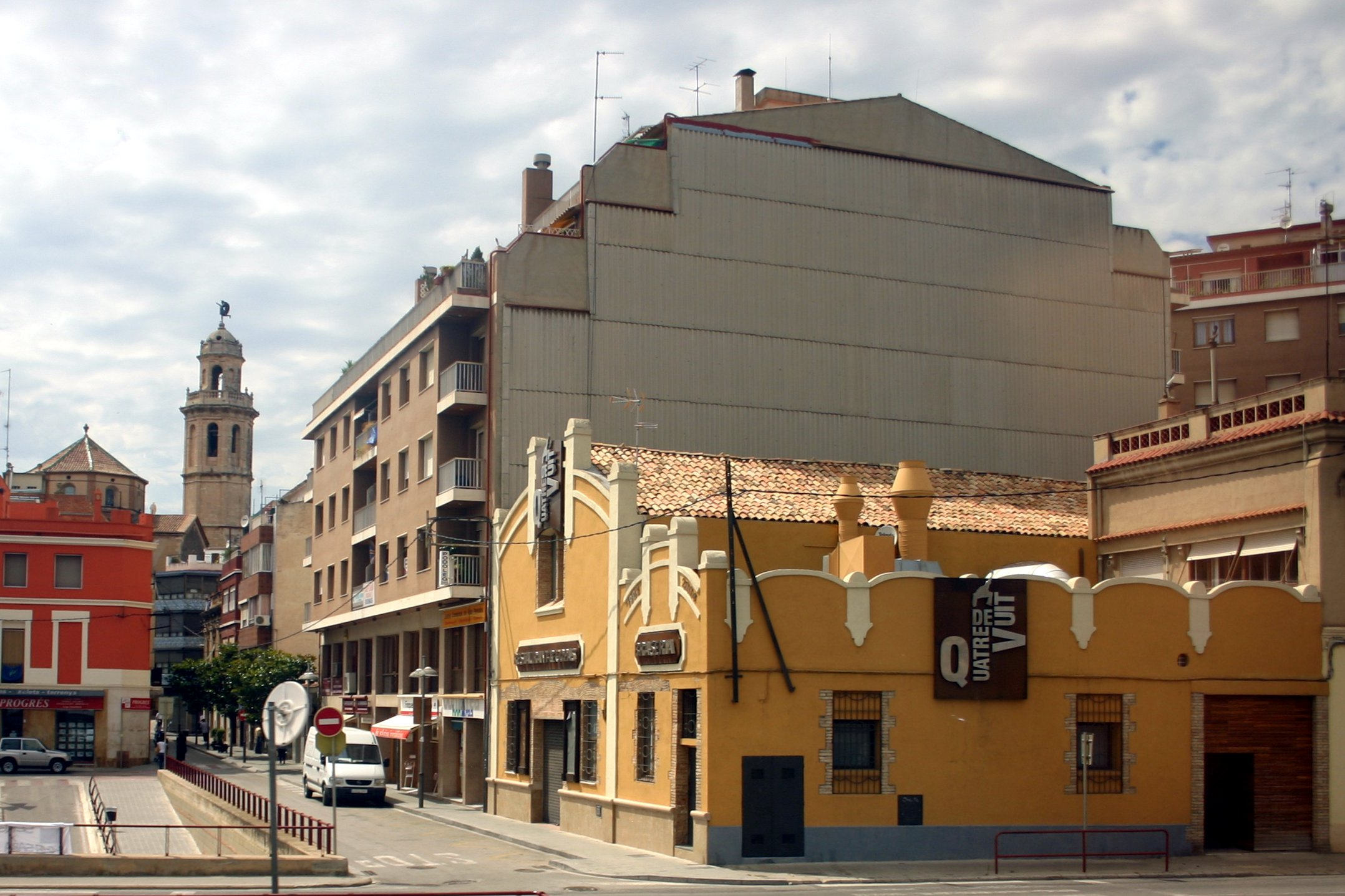
El Vendrell

El Vendrell – miasto położone na terenie Katalonii w Hiszpanii. Populacja miasta wynosi 26 820 mieszkańców. Dane te pochodzą ze spisu powszechnego w 2001 roku.
El Vendrell jest stolicą oraz głównym ośrodkiem gospodarczym regionu Baix Penedès.

## Gospodarka
Głównym zajęciem mieszkańców miasta jest turystyka, produkcja win oraz sadownictwo winogron.

## Populacja miasta
- 1900 – 5,103
- 1930 – 5,081
- 1950 – 5,224
- 1970 – 8,903
- 1986 – 13,448
- 2001 – 26,820